# Tim Kelly
Timothy Patrick Kelly, detto Tim (Trenton, 13 gennaio 1963 – Bagdad, 5 febbraio 1998), è stato un chitarrista statunitense, noto per la sua militanza negli Slaughter.

## Carriera
Nato a Trenton, in New Jersey, Kelly imparò a suonare la chitarra da auto-didatta ispirato da musicisti come Rick Derringer e Peter Frampton. Durante gli anni ottanta suonò in diverse band tra cui Odin, Hellion e Allegiance (in cui militava il fratello Bryan Kelly). Tuttavia ottenne visibilità solo dopo il suo ingresso negli Slaughter, fronteggiati da Mark Slaughter e Dana Strum provenienti dai Vinnie Vincent Invasion.
Nel primo album pubblicato dal gruppo, Stick It to Ya, è presente una traccia strumentale acustica intitolata Thinking of June che Tim ha dedicato alla sorella morta prematuramente nel 1982. Gli Slaughter ottennero grande successo durante la prima metà degli anni novanta. Nel 1998 pubblicarono l'album dal vivo Eternal Live, contenente alcune delle ultime esibizioni di Kelly con il gruppo. Pare che prima della morte il chitarrista stesse lavorando a un progetto parallelo con il batterista Blas Elias.

## Morte
Il 5 febbraio 1998 Kelly si ritrovò coinvolto in un grave incidente stradale mentre stava attraversando la Arizona State Route 96. Il veicolo del musicista venne colpito da un autoarticolato che attraversò pericolosamente la linea di mezzo dell'autostrada. Kelly venne dichiarato morto durante il trasporto in ospedale a Bagdad, in Arizona, a causa delle gravi lesioni riportate alla testa. Nel momento in cui si verificò l'incidente, l'uomo che guidava l'autoarticolato si trovava sotto il pesante effetto di amfetamine, e venne, pertanto, condannato a tre anni di prigione.
Kelly è sepolto presso il Saint Ignatius Cemetery in Pennsylvania.